# Maria Blagojevic
Maria Blagojevic (Glasgow, 21 gennaio 1957 – Glasgow, 22 settembre 2013) è stata una calciatrice scozzese naturalizzata italiana, di ruolo difensore, attiva nel calcio femminile tra gli anni settanta e i novanta.
Era figlia di una coppia serba (Blagojević) emigrata in Scozia per motivi di lavoro.

## Carriera
Inizia a giocare da giovanissima nell'Harmony Row di Glasgow dove si rivela essere una grintosa e versatile attaccante sia all'ala sinistra che come centravanti.
La nuova selezionatrice della nazionale scozzese Elsie Cook, una delle prime calciatrici scozzesi e in seguito segretaria della Scottish Women Football Association (SWFA), la nota in una delle partite del 1972 dell'Harmony Row e nel 1974 inizia ad includerla nella rosa della neo costituita nazionale.
Elsie decide di includerla nella rosa della nazionale e la porta a disputare nel 1974 contro la nazionale italiana le partite di Ravenna (21 settembre, persa 3-4) e allo stadio San Siro di Milano (25 settembre, persa 0-3) in cui mette in campo anche June Hunter, Edna Neillis, Mary Strain e Mary Carr che ritroverà in seguito sui campi calcistici italiani.
Maria è ancora troppo giovane, ma quella passerella è il viatico della sua carriera sportiva in Italia che inizierà soltanto maggiorenne. Continua perciò la sua carriera nell'Edinburgh Dynamo e Motherwell A.E.I. fino alla sua chiamata al club giallorosso.
A raccomandarla alla Giolli Gelati Roma sono proprio le compagne che l'hanno vista crescere in patria: Rose Reilly, June Hunter e Edna Neillis.

L'Alaska Trani 80 campione d'Italia 1984. Da sinistra in piedi: Santo Barbato (all.), Viola Langella, Saveria Ancora, Rosaria Barba, Paola Bonato, Tonia Russo, Maria Mariotti, Rose Reilly (cap.), Luana Pavan. Accosciate da sinistra Lucia Semerano, Viviana Bontacchio, Anna Palma, Adele Marsiletti, Maria Blagojevic e Rosa Forni.

Dopo due stagioni giocate alla Giolli Gelati Roma come mezzala sinistra, Maria arriva con Helen Harkison al Gusmai Trani 80 che vuole allestire una forte squadra per vincere il campionato di Serie B agli ordini di Santino Barbato. Il Gusmai Trani 80 centra l'obiettivo grazie anche ai suoi 5 gol.
Santino Barbato la mette in campo con la maglia numero 5 utilizzandola come stopper, ma lei è di fatto un mediano di spinta e a più riprese si sgancia e va marcare diversi gol decisivi. Con le biancoazzurre Maria vince uno scudetto e una Coppa Italia.

Il Siderno SIARC 1986-1987. Maria Blagojevic è la seconda accosciata da destra.

Ceduta al Brina Foggia, non riesce a dare il suo apporto in una stagione già compromessa dall'inizio a causa di un organico non all'altezza di un campionato di Serie A. La stagione successiva è il Granarolo Poggiardo di Poggiardo (provincia di Lecce) a ingaggiarla per disputare e vincere il campionato di Serie B 1985-1986. La promozione, anche se a portata di mano, però, viene persa per un soffio: il sogno svanisce ottenendo il 3º posto a 2 punti dal Milan 82.
La stagione successiva è il Siderno SIARC a rinforzare la squadra schierandola nel campionato di Serie A ottenendo un significativo 6º posto.
Arrivata al Giugliano della nuova presidentessa Anna Maria Tagliaferri, consorte di Vittorio Gallo già proprietario del gruppo immobiliare Gran Bazar Casa e nuovo sponsor della compagine campana, è utilizzata da Vittorio Sepe come libero per rinforzare la squadra dopo una deludente stagione precedente. Dopo un ottimo 3º posto ottenuto alla prima stagione con le gialloblù, arriva l'en-plein scudetto e Coppa Italia nella stagione successiva.
Conclude la sua carriera al Giugliano nella stagione 1989-1990.

Tornata in Scozia nel 1990 non continuò l'attività calcistica.

## Statistiche

### Cronologia presenze e reti in nazionale

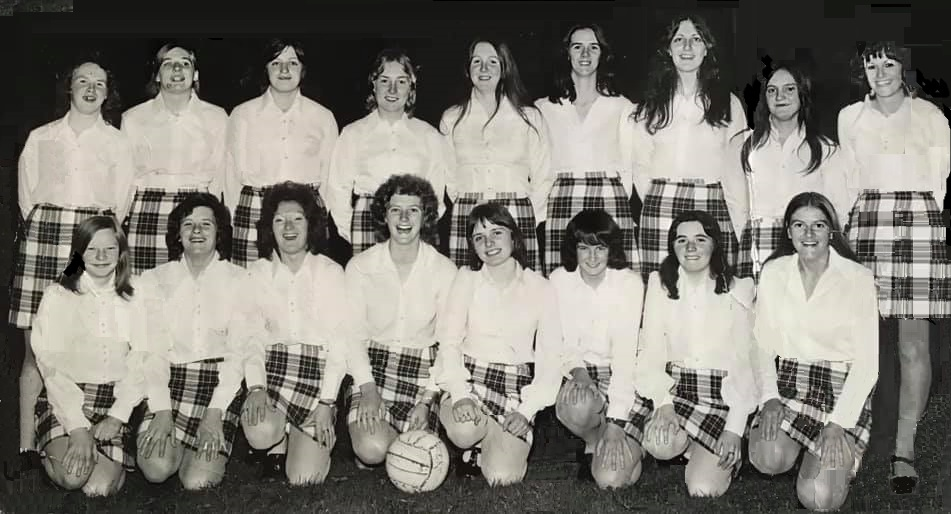
La Scozia della partita di San Siro, 24 settembre 1974. In piedi da sinistra: Helen Layden, Diane McLaren, Yvonne Carmouche, Elisabeth Smith, Wendy McDonald, Margaret Wilson, Sheila Begbie, Maria Blagojevic, Elsie Cook (C.T.). Davanti, da sinistra: Elisabeth Ure, June Hunter, Edna Neillis, Mary Strain, Eleanor Vinesky, Sheila Beveridge, Mary Carr e Margaret McAuley.

Fra i successi più importanti conseguiti con la nazionale scozzese, spicca il 2-0 inferto all'Inghilterra del 29 maggio 1977 in cui Maria marcò anche la rete del 2-0.
| Cronologia completa delle presenze e delle reti in nazionale ― Scozia | Cronologia completa delle presenze e delle reti in nazionale ― Scozia | Cronologia completa delle presenze e delle reti in nazionale ― Scozia | Cronologia completa delle presenze e delle reti in nazionale ― Scozia | Cronologia completa delle presenze e delle reti in nazionale ― Scozia | Cronologia completa delle presenze e delle reti in nazionale ― Scozia | Cronologia completa delle presenze e delle reti in nazionale ― Scozia | Cronologia completa delle presenze e delle reti in nazionale ― Scozia |
| Data                                                                  | Città                                                                 | In casa                                                               | Risultato                                                             | Ospiti                                                                | Competizione                                                          | Reti                                                                  | Note                                                                  |
| --------------------------------------------------------------------- | --------------------------------------------------------------------- | --------------------------------------------------------------------- | --------------------------------------------------------------------- | --------------------------------------------------------------------- | --------------------------------------------------------------------- | --------------------------------------------------------------------- | --------------------------------------------------------------------- |
| 22-4-1973                                                             | Greenock                                                              | Scozia                                                                | 10 – 1                                                                | Irlanda                                                               | Amichevole                                                            | -                                                                     |                                                                       |
| 21-09-1974                                                            | Ravenna                                                               | Italia                                                                | 4 – 3                                                                 | Scozia                                                                | Amichevole                                                            | -                                                                     | Ingresso                                                              |
| 24-09-1974                                                            | Milano                                                                | Italia                                                                | 4 – 1                                                                 | Scozia                                                                | Amichevole                                                            | -                                                                     | Ingresso                                                              |
| 23-11-1974                                                            | Clydebank                                                             | Scozia                                                                | 11 – 1                                                                | Irlanda del Nord                                                      | Amichevole                                                            | 1                                                                     |                                                                       |
| 29-05-1977                                                            | Dundee                                                                | Scozia                                                                | 2 – 1                                                                 | Inghilterra                                                           | Amichevole                                                            | 1                                                                     |                                                                       |
| Totale                                                                |                                                                       | Presenze                                                              | 5                                                                     |                                                                       | Reti                                                                  | 2                                                                     |                                                                       |

## Palmarès

### Club
- Campionato italiano: 2

Trani 80: 1984
Giugliano: 1988-1989
- Campionato italiano di Serie B: 1

Trani 80: 1981
- Coppa Italia: 3

Trani 80: 1983
Giugliano: 1988-1989, 1989-1990.